# Parque de la Exposición
El parque de la Exposición es un parque ubicado en la urbanización Santa Beatriz, en el distrito de Lima, ciudad homónima, capital del Perú. Fue inaugurado en 1872, y actualmente, está delimitado por las avenidas Paseo Colón, Inca Garcilaso de la Vega, Paseo de la República y 28 de Julio. Dentro de su extensión, se encuentra el Museo de Arte de Lima (ubicado en el Palacio de la Exposición), el Museo Metropolitano de Lima, el Museo de Arte Italiano, el Centro de Estudios Histórico-Militares y la Escuela Nacional Superior de Arte Dramático. Fue declarado Patrimonio Cultural de la Nación como Ambiente Urbano Monumental el 5 de julio de 2006.

## Historia

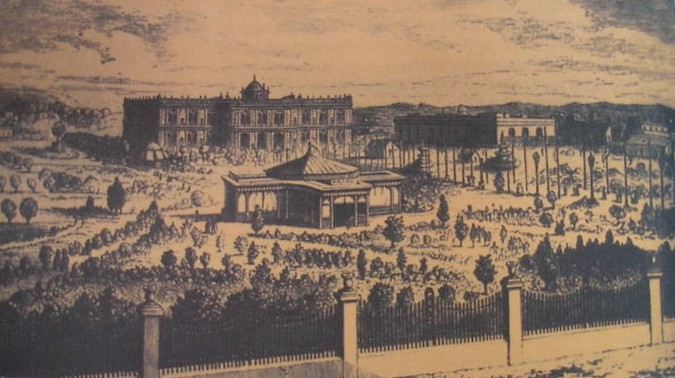
Vista de los jardines y el Palacio de la Exposición, cuya construcción fue ordenada mediante decreto del presidente José Balta el 2 de agosto de 1869. Todo este conjunto de la Lima republicana del se hizo en los terrenos de los fundos San Marín, Santa Beatriz, y la huerta de Matamandinga; la construcción la dirigió Manuel Atanasio Fuentes, inaugurándose el 1 de julio de 1872. Grabado de la época.

La ubicación donde se extiende actualmente el parque estaba ocupada por la puerta sur de las murallas de Lima, conocida como Puerta de Guadalupe. Cuando en la década de 1870, el presidente José Balta dispuso la demolición de estas murallas dentro de su plan de modernización de la ciudad se planeó que esta localización sería destinada a la edificación de un parque que albergaría la Exposición Nacional de 1872. Así, junto con el Parque, se levantó el Palacio de la Exposición (actual sede del Museo de Arte de Lima).
La planificación del parque estuvo a cargo de Manuel Atanasio Fuentes y el arquitecto italiano Antonio Leonardi. Su diseño fue de corte europeo neorrenacentista y contemplaba la construcción de otros pabellones, incluyendo un zoológico y varias otras construcciones menores. Leonardi fue también quien diseñó el Palacio de la Exposición. En sus inicios, abarcaba mayor extensión que la actual, ya que el contemporáneo Parque de la Reserva y el área donde actualmente se levanta el Estadio Nacional formaban parte del terreno del Parque.
Durante la guerra con Chile, el Parque tuvo una utilización militar, siendo antes de la invasión una guarnición y un hospital, posteriormente sirvió como cuartel a las tropas chilenas.
Con la celebración del centenario de la independencia del Perú, durante el gobierno de Augusto B. Leguía, se mandaron construir varios edificios adicionales, como el Pabellón Bizantino y el edificio que servía de sede al Ministerio de Transportes y Comunicaciones y que actualmente está destinado a ser el Museo Metropolitano de Lima. 
Cuando en 1961, se dispuso la demolición del Panóptico de Lima y la construcción del Centro Cívico de Lima, los terrenos al norte del Parque y que actualmente albergan al Centro de estudios histórico-militares y el Museo de Arte Italiano, que no pertenecían originalmente al Parque, se consideraron como parte del mismo.
Durante la década de los 70's, el Parque de la Exposición fue enrejado, cayendo en un severo deterioro.
En 1974, año en que se celebraron cien años de relaciones entre Perú y Japón, la Sociedad Central Japonesa (hoy Asociación Peruano Japonesa) donó a la ciudad de Lima el Jardín Japonés. Se inauguró el 25 de marzo de 1974.
En 1999, durante la gestión del alcalde Alberto Andrade, se inició un proceso de remodelación, se construyeron lagos y el anfiteatro Nicomedes Santa Cruz, abriéndose luego el Parque al público. El Parque pasó a llamarse Gran Parque de Lima, pero durante el gobierno municipal de Luis Castañeda se le devolvió su nombre original.
Durante los Juegos Panamericanos de 2019 y los Juegos Parapanamericanos el Parque de la Exposición es el espacio del Programa Cultural de los Juegos de Lima 2019: "Culturaymi", espacio que busca mostrar internacionalmente la riqueza cultural, artística e histórica. También impulsar el crecimiento de las industrias culturales y evidenciar la diversidad nacional a través de múltiples puestas en escena, ferias, muestras de arte, cine al aire libre, teatro, conciertos y demás.

## Monumentos y estructuras

### Arquitectura
| Nombre                                              | Autor            | Fecha     | Descripción | Foto |
| --------------------------------------------------- | ---------------- | --------- | --- | ---- |
| Palacio de la Exposición                            | Antonio Leonardi | 1870-1871 | Actualmente funciona el Museo de Arte de Lima. |      |
| Pabellón Bizantino                                  |                  |           | |      |
| Pabellón Morisco                                    |                  |           | |      |
| Museo Metropolitano de Lima                         |                  |           | Acogió el Ministerio de Transporte y Telecomunicaciones. Actualmente es sede del Museo Metropolitano de Lima. |      |
| Teatro La Cabaña                                    |                  |           | Actualmente es sede de Escuela Nacional Superior de Arte Dramático (Perú) |      |
| Anfiteatro Nicomedes Santa Cruz                     |                  | 1999      | Fue diseñado para albergar eventos culturales y de ocio, con una capacidad de 4 500 personas. La superficie total del recinto es de 4 400 m², de los cuales 3 100 corresponden a la arena que tiene una cúpula situada a 45 m de altura, backstage para artistas, salones de eventos, bares y restaurantes, sala de primeros auxilios, sala de prensa. Cuenta con ambiente climatizado y accesos para discapacitados. En 2024, se anunció su demolición. |      |
| Museo de Arte Italiano                              | Gaetano Moretti  |           | |      |
| Pabellón de Perú en la Exposición Universal de 1900 |                  |           | Centro de Estudios Histórico Militares del Perú |      |
| Pabellón Sismógrafico                               |                  |           | |      |
| Casa del té                                         |                  |           | |      |
| Isla de títeres                                     |                  |           | |      |

### Escultura
| Nombre                           | Autor                                                                         | Fecha | Material        | Dimensiones | Descripción                  | Foto |
| -------------------------------- | ----------------------------------------------------------------------------- | ----- | --------------- | ----------- | ---------------------------- | ---- |
| Fuente China                     | Escultores: Giuseppe Graziosi y Valmore Gemignani Arquitecto: Gaetano Moretti |       | Mármol y bronce |             | Donado por la colonia china. |      |
| Fuente de Neptuno                |                                                                               |       |                 |             |                              |      |
| Fuente Ricardo Palma             |                                                                               |       |                 |             |                              |      |
| Busto de Fernando Belaúnde Terry |                                                                               |       |                 |             |                              |      |